# La Vieille-Lyre
La Vieille-Lyre település Franciaországban, Eure megyében. Lakosainak száma 653 fő (2022. január 1.). La Vieille-Lyre Mesnil-en-Ouche, La Ferrière-sur-Risle, Le Fidelaire, La Neuve-Lyre, Les Baux-de-Breteuil, Neaufles-Auvergny, Bois-Normand-près-Lyre és Bois-Anzeray községekkel határos.

## Népesség
A település népességének változása:
| Lakosok száma | 651  | 655  | 659  | 663  | 658  | 653  |
|               | 2017 | 2018 | 2019 | 2020 | 2021 | 2022 |